# Альгамітас
Альгамітас (ісп. Algámitas) — муніципалітет в Іспанії, у складі автономної спільноти Андалусія, у провінції Севілья. Населення — 1346 осіб (2010).
Муніципалітет розташований на відстані близько 400 км на південь від Мадрида, 85 км на південний схід від Севільї.

## Демографія
Динаміка населення (INE ):

## Галерея зображень

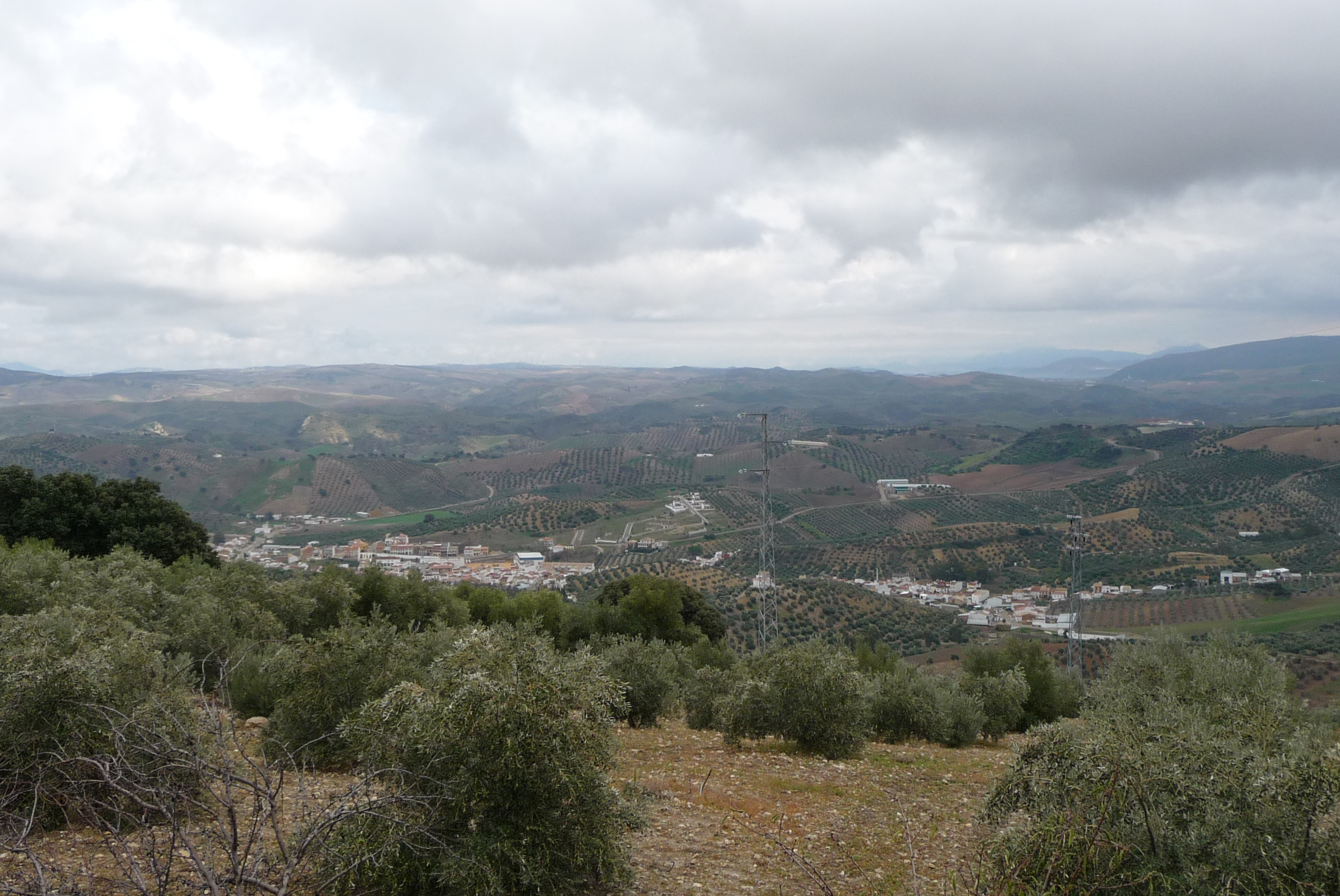
Альгамітас
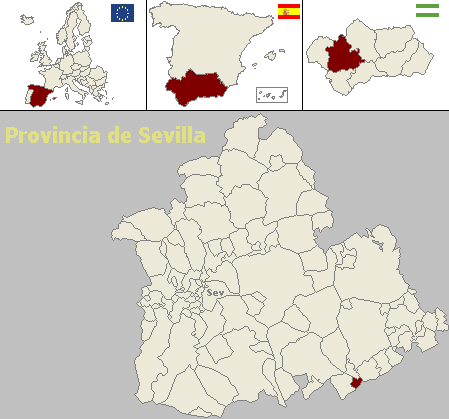
Розташування муніципалітету Альгамітас у провінції Севілья